# 영만초등학교
영만초등학교는 대한민국 전북특별자치도 익산시에 있는 초등학교이다.

## 학교 연혁
- 1967. 6. 1 오산초등학교 영만분교 설립 인가
- 1968. 3. 1 영만초등학교 설립인가
- 1968. 5. 28 영만초등학교 개교(6학급)
- 1985. 3. 1 영만초등학교병설유치원 개원
- 2010. 3. 1 전라북도교육청 지정 창의성 시범학교 운영(2년간)
- 2011. 3. 1 오산면 장신리로 교사 신축 이전
- 2011. 4. 4 U-러닝기반 미래교실 운영학교 지정
- 2014. 2. 14 제 45회 졸업식(졸업생 1, 630명)
- 2014. 3. 1 초등학교 19학급, 유치원 2학급 편성
- 2014. 9. 1 제17대 김윤채 교장 부임
- 2015. 2. 13 제46회 졸업식(졸업생 1,700명)
- 2015. 3. 1 초등학교 25학급, 유치원 2학급 편성

## 참고 자료
- 영만초등학교 - 한국교육학술정보원 학교알리미